# 李·E·麥克馬洪
李·艾德華·麥克馬洪（英語：Lee Edward McMahon，1931年10月24日—1989年2月15日）是美國的電腦科學家，為Unix電腦作業系統下用於解析、轉換文字內容工具「sed」的開發者。

## 生平

### 早年
麥克馬洪出生於密蘇里州的聖路易，青年時期他就讀當地的聖路易大學附屬高中，之後在聖路易大學取得拉丁文學位榮譽學士。在得到聖路易大學贈與的獎學金後，麥克馬洪前往哈佛大學攻讀心理學獲得了博士學位，並在1963年發表一篇名為《作為理解語句部份的語法分析》（Grammatical analysis as a part of understanding a sentence）的論文。

### 貝爾實驗室
自1963年進入貝爾實驗室就職後到離世之前，麥克馬洪都一直在此機構任職。在貝爾實驗室裡，麥克馬洪最初擔任語言學方面的研究員，並投入在用於人與電腦之間溝通的語言領域。
麥克馬洪是參與貝爾實驗室的Unix作業系統專案成員之一，他有對在Unix上的comm、qsort、grep等命令列工具做出許多貢獻。之後在1973至1974年期間，麥克馬洪設想了一套可用來解析、轉換文字、並支援正規表示式比對的工具sed。
在1975年麥克馬洪進入了貝爾實驗室的電腦研究中心，往後在1989年2月15日當天過世。

## 個人生活
家庭生活方面，麥克馬洪是與海倫·G·麥克馬洪（Helen G McMahon）結婚，並擁有麥可·麥克馬洪（Michael McMahon）與凱薩琳·麥克馬洪（Catherine McMahon）一對子女。
麥克馬洪喜好圍棋，他曾構想出一套名為麥克馬洪系統制的計分方法，該方法有被1986年於美國舉辦的圍棋競賽上採用。

## 外部連結
- 李·E·麥克馬洪編寫的sed操作說明文件 （页面存档备份，存于）